# Ankylopteryx (Ankylopteryx) octopunctata
Ankylopteryx (Ankylopteryx) octopunctata is een insect uit de familie van de gaasvliegen (Chrysopidae), die tot de orde netvleugeligen (Neuroptera) behoort. 
Ankylopteryx (Ankylopteryx) octopunctata is voor het eerst wetenschappelijk beschreven door Fabricius in 1793.